# Alexandru Virgil Platon
Alexandru Virgil Platon (n. 27 aprilie 1933, Bacău, România – d. 26 ianuarie 2020, București, România) a fost un profesor de limba română, devenit cunoscut ca actor de film.

## Biografie
Actorul Alexandru Virgil Platon, s-a născut pe 27 aprilie 1933, la Bacău. A absolvit Facultatea de Filosofie – ziaristică la Universitatea din București și Institutul de Artă Teatrală și Cinematografică „I. L Caragiale” (Promoția 1966). A debutat la vârsta de 28 de ani cu rolul lui Ezechil din filmul Setea, regizat de Mircea Drăgan, în anul 1961. Devine consacrat în anul 1963, datorită rolului lui Codin din filmul eponim al regizorului francez Henri Colpi, ecranizat după romanul lui Panait Istrati.
A decedat pe 26 ianuarie 2020, la vârsta de 87 de ani. A fost înmormântat în cimitirul din Copalnic Mănăștur, județul Maramureș (localitatea natală a soției lui).

## Filmografie
- Setea (1961) - Ezechil
- Codin (1963) - Codin
- Neamul Șoimăreștilor (1965) - călăul Iancu Țiganul
- Golgota (1966) - caporal de jandarmi
- Dacii (1967)
- Subteranul (1967)
- Columna (1968)
- Mihai Viteazul (1971)
- Păcală (1974)
- Trei scrisori secrete (1974)
- Agentul straniu (1974)
- Mușchetarul român (1975)
- Mastodontul (1975)
- Serenadă pentru etajul XII (1976)
- Toate pânzele sus! (1977) - pirat
- Ediție specială (1978)
- Avaria (1978)
- Revanșa (1978)
- Ecaterina Teodoroiu (1978)
- Dincolo de orizont (1978)
- Clipa (1979)
- Un om în loden (1979)
- Falansterul (1979)
- Ultima frontieră a morții (1979)
- Ora zero (1979)
- Al treilea salt mortal (1980)
- Iancu Jianu zapciul (1981)
- Iancu Jianu haiducul (1981)
- Probleme personale (1981)
- O lume fără cer (1981)
- Așteptînd un tren (1982)
- Femeia din Ursa Mare (1982)
- Comoara (1983)
- Enigmele se explică în zori (1989)
- Les percutés (Țăcăniții) (2002)
- Adio, Europa! (2003)
- Profeția: Revelația (2005) - Florin
- Iubire și onoare (2010) - Bunicul
- Detașamentul orb (2014)